# 셀라 (성경 인물)
셀라(히브리어: 히브리어: שֶׁלַח), 살라(그리스어: 그리스어: Σαλά – Salá) 또는 쉘라는 창세기 10장의 민족들의 목록에 따르면 이스라엘 민족과 이스마엘인의 조상이다. 창세기 11장 12–15절, 역대상 1장 18–24절, 그리고 루가의 복음서 3장 35–36절에도 언급되어 있다.
노아부터 아브라함까지의 조상 계보에서 아르박삿의 아들(마소라 본문 및 사마리아 오경) 혹은 게난의 아들(70인역)로 언급되며, 에벨의 아버지이다. 아들 에벨의 이름은 히브리어 민족의 원래 에포님이며, 'abar(히브리어: עבר‎)에서 유래하여 "건너오다"라는 의미를 가진다.
루가의 복음서와 희년서는 모두 70인역과 일치하여 셀라를 게난의 아들로 기록하고 있으며, 그의 어머니는 밀가(마대의 딸)이고 아내는 아르박삿의 또 다른 아들인 케셋의 딸 무아크라고 덧붙인다.
셀라의 사망 나이는 433세(마소라 본문), 460세(70인역), 그리고 460세(사마리아 오경)로 기록되어 있다.
헨리 모리스는 아르박삿, 셀라, 에벨이 약속된 여인의 씨앗의 계보에 속했기 때문에 가장 중요한 아들들로 등재되었다고 언급한다.

## 같이 보기
- 살리흐 (사무드)